# Framework d'interface
 (janvier 2015).
Si vous disposez d'ouvrages ou d'articles de référence ou si vous connaissez des sites web de qualité traitant du thème abordé ici, merci de compléter l'article en donnant les références utiles à sa vérifiabilité et en les liant à la section « Notes et références ».
Un framework d'interface ou cadriciel d'interface est un framework proposant un ensemble cohérent de composants d'interface. Il permet de simplifier le codage et de rapidement développer des interfaces d'applications. On peut aussi parler de framework front-end.

## Frameworks
De nombreux frameworks existent pour ce type de développement parmi lesquels :
- Bootstrap
- Foundation
- Bulma
- W3.CSS
- Tailwind CSS
- JQuery Mobile
- Fluent UI de Microsoft (successeur de Office UI JS)
- Carbon Design System, framework CSS d'IBM
- Spectrum CSS, framework CSS d'Adobe
- Vanilla Framework, framework CSS de Canonical
- Quasar Framework
- Vaadin
- GroundworkCSS
- Kube
- Pure
- Semantic UI
- Fomantic UI (fork communautaire de Semantic UI)
- Metro UI (inspiré de l'interface Metro de Microsoft)
- SoJo FrameWork
- YAML (en)